# Morris, Connecticut
Morris är en kommun (town) i Litchfield County i delstaten Connecticut, USA. Vid folkräkningen år 2000 bodde 2 301 personer på orten. Den har enligt United States Census Bureau en area på totalt 48,4 km² varav 4,0 km² är vatten.